# Sens wyrazu
Sens wyrazu – jedno ze znaczeń danego wyrazu.
Dla przykładu czasownik „grać” może mieć wiele znaczeń w zależności od sensu wyrazu:
Ten utalentowany, młody aktor grał w wielu sztukach
Dzieci grają w piłkę na podwórku.
Pierwsze zdanie dotyczy odgrywania roli w pewnej sztuce w teatrze. Drugie natomiast informuje nas o prowadzeniu rozgrywki w piłkę nożną.
Przykładem mogą również być rzeczowniki takie jak piła (narzędzie do cięcia drewna i potoczna nazwa piłki) czy zamek (jako budowla, zamek błyskawiczny czy zamek do drzwi).
Człowiek, znając kontekst, może poprawnie wywnioskować sens wyrazu. Wybór sensu właściwego w danym kontekście nazywa się rozstrzyganiem sensu słowa.